# Rådmansgatan
Rådmansgatan – podziemna stacja sztokholmskiego metra, leży w Sztokholmie, w Innerstaden, w dzielnicy Norrmalm, w części Vasastaden. Na zielonej linii metra (T19, T17 i T18), między Odenplanem a Hötorget. Dziennie korzysta z niej około 23 200 osób. 
Stacja znajduje się dokładnie pod Sveavägen, między Rådmansgatan i Rehnsgatan. Posiada dwa wyjścia, północna zlokalizowane jest przy Sveavägen 98 (Observatorielunden) a południowe przy Sveavägen 53 i Sveavägen 80 (róg Rådmansgatan). 
Została otworzona 26 października 1952 (oddano wówczas do użytku odcinek Hötorget–Vällingby), posiada jeden peron.

## Sztuka
- Prace poświęcone życiu Augusta Strindberga w przejściu do Tegnérgatan, Sture Valentin Nilsson, 1983[3]

## Czas przejazdu
| Linia | Stacja          | Czas przejazdu | Stacja                         | Czas przejazdu    |
| T17   | Åkeshov         | 18 min         | T-Centralen Gamla stan Slussen | 3 min 4 min 6 min |
| T17   | Skarpnäck       | 22 min         | T-Centralen Gamla stan Slussen | 3 min 4 min 6 min |
| T18   | Alvik           | 11 min         | T-Centralen Gamla stan Slussen | 3 min 4 min 6 min |
| T18   | Farsta strand   | 27 min         | T-Centralen Gamla stan Slussen | 3 min 4 min 6 min |
| T19   | Hässelby strand | 30 min         | T-Centralen Gamla stan Slussen | 3 min 4 min 6 min |
| T19   | Hagsätra        | 26 min         | T-Centralen Gamla stan Slussen | 3 min 4 min 6 min |

## Galeria

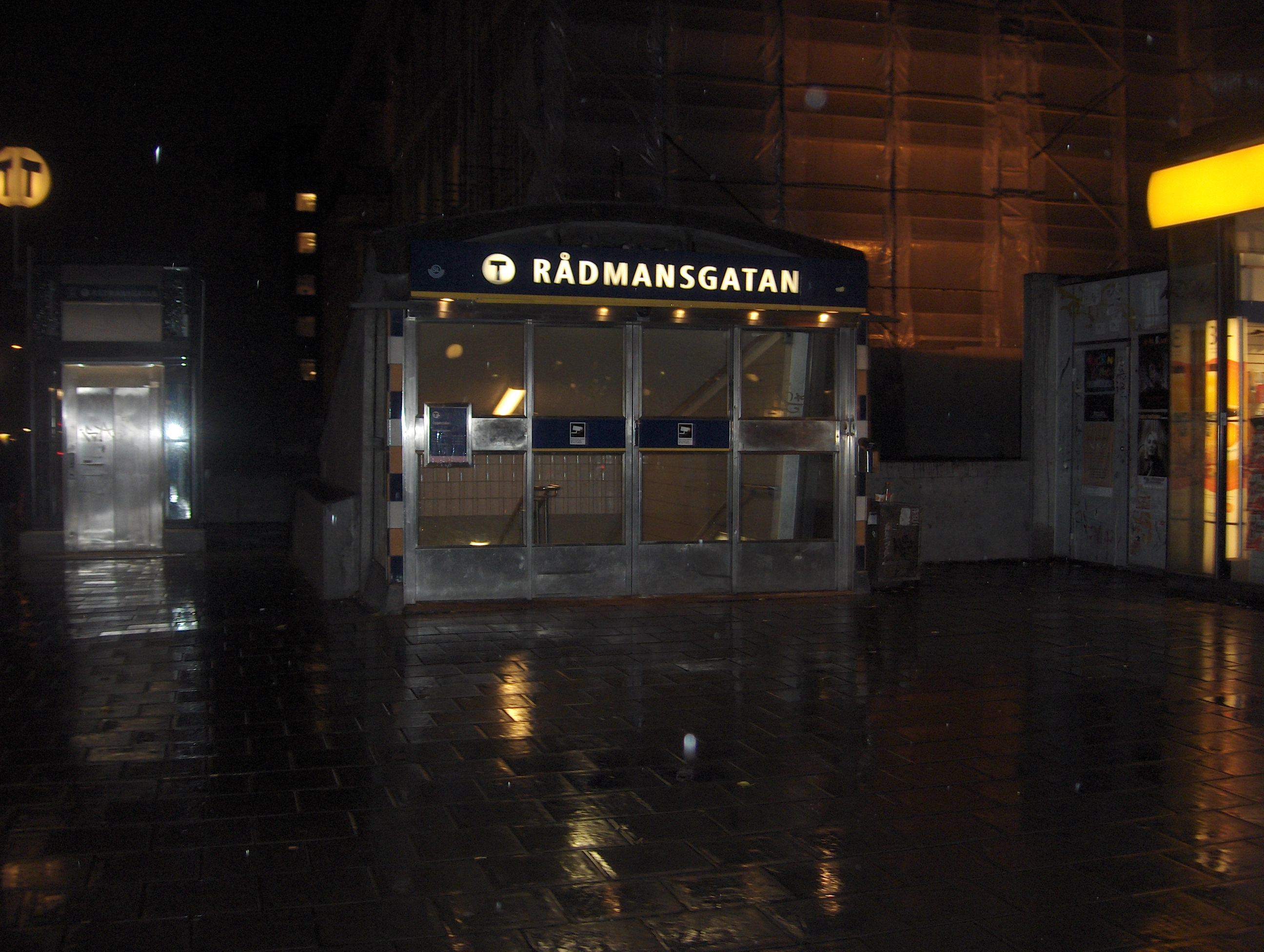
Wejście
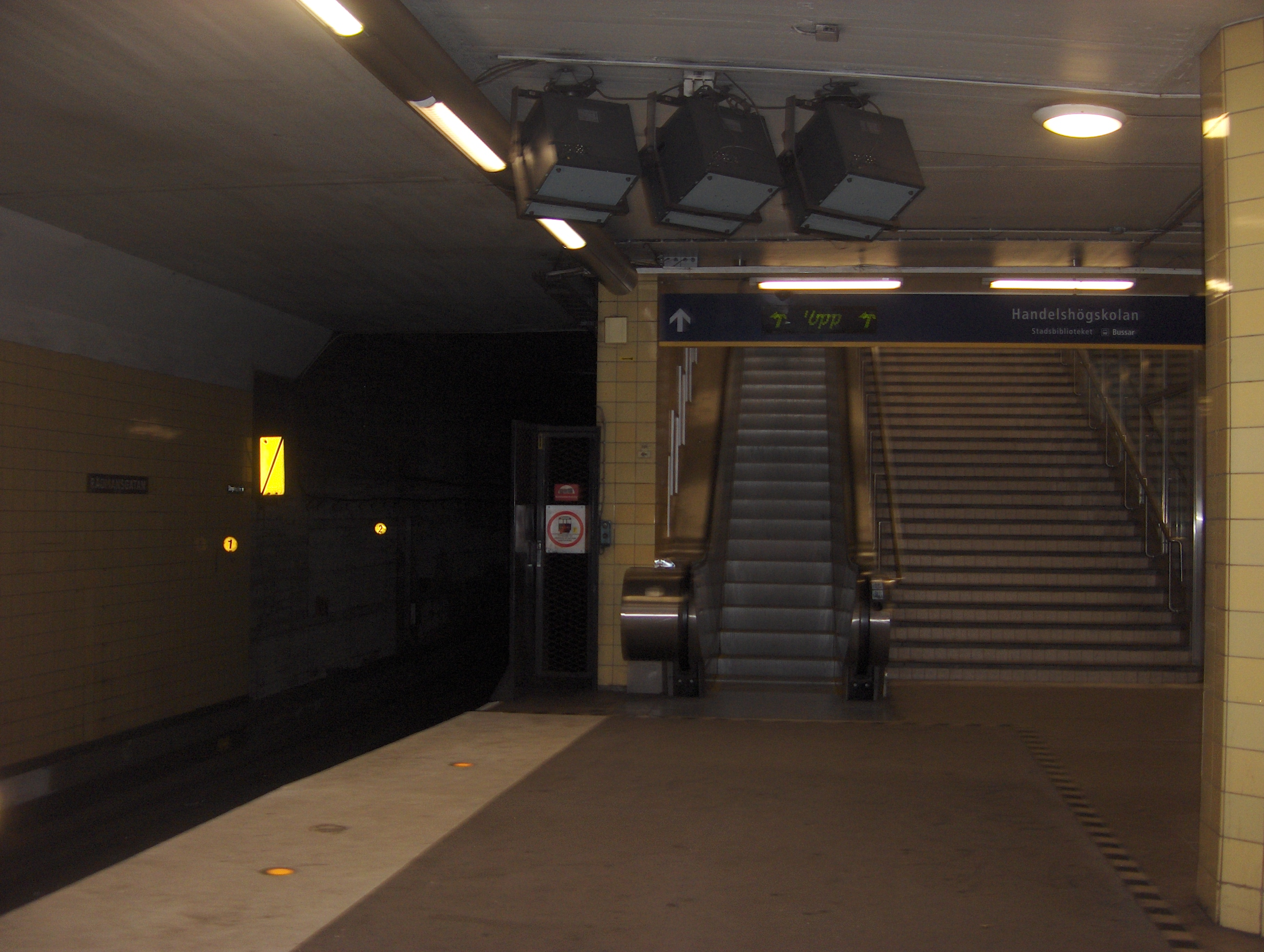
Wyjście północne
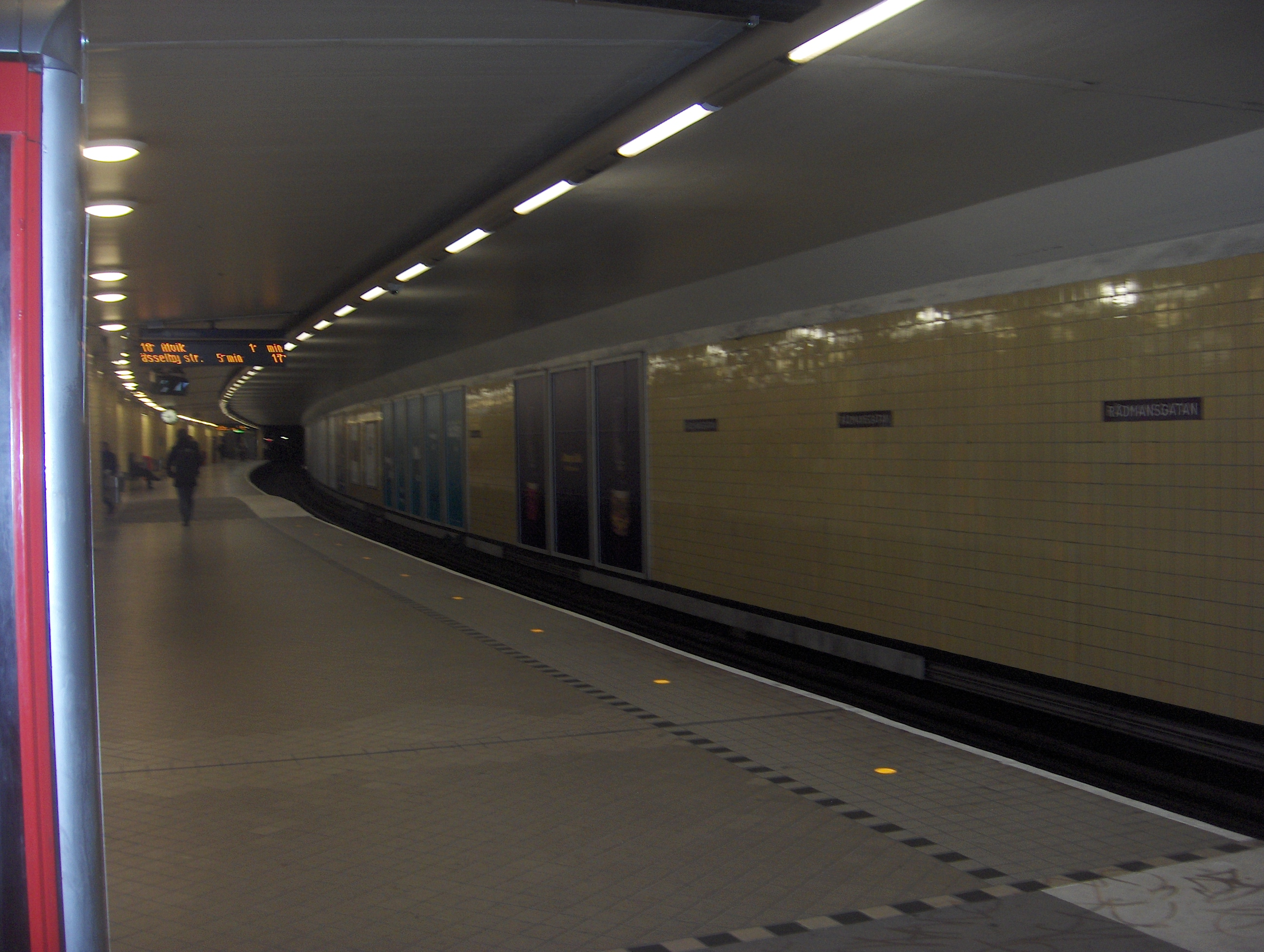
Peron

## Otoczenie
W otoczeniu stacji znajdują się:
- Handelshögskolan
- Observatiorielunden
- Obserwatorium
- Stadsbiblioteket
- Adolf Fredriks kyrka
- Strindbergs museet
- Immanueles kyrkan
- Norra Real
- Ballettakademin